# Les Femmes de l'ombre
Nữ tình báo (tựa tiếng Pháp: "Les Femmes de l'ombre"; tiếng Anh: "Female Agents") là một phim lịch sử của điện ảnh Pháp năm 2008, đạo diễn Jean-Paul Salomé với các diễn viên Sophie Marceau, Julie Depardieu, Marie Gillain, Deborah François, và Moritz Bleibtreu , viết bởi Salomé và Laurent Vachaud, phim kể lại hoạt động cảm tử của các nữ tình báo trong thời kháng chiến của chiến tranh thế giới thứ II. Đạo diễn Jean-Paul Salomé, lấy cảm hứng từ một tin Cáo phó trên tờ The Times (Thời báo Anh) của Lise de Baissac (Lise Villameur), một trong số ít nhân vật nữ anh hùng được công nhận của SOE, có tên là "Louise Desfontaines" trong phim với diễn viên Sophie Marceau. Bộ phim được tài trợ một phần bởi BBC Films.

## Diễn viên
- Sophie Marceau vai Louise Desfontaines
- Julie Depardieu vai Jeanne Faussier
- Marie Gillain vai Suzy Desprez
- Deborah François vai Gaëlle Lemenech
- Moritz Bleibtreu vai Sĩ quan SS (Đức quốc xã) tại Pháp:  Karl Heindrich
- Maya Sansa vai Maria Luzzato
- Julien Boisselier vai Pierre Desfontaines
- Vincent Rottiers vai Eddy

Cùng với các diễn viên khác

## Tiếp nhận
Phim nhận được đánh giá tích cực từ các nhà phê bình của Pháp, tuy nhiên các cựu chiến binh của thế chiến II đã chỉ trích rằng những nữ đặc vụ trong phim như bị "ép buộc tham gia kháng chiến", không tham gia thông qua lòng yêu nước.